# Reimerswaal
Reimerswaal (zelandès Reimerswaol) és un municipi de la província de Zelanda, al sud dels Països Baixos. L'1 de gener de 2009 tenia 21.354 habitants repartits per una superfície de 243,08 km² (dels quals 141,11 km² corresponen a aigua). Limita al nord amb Tholen i Bergen op Zoom (NB), a l'oest amb Kapelle, a l'est amb Woensdrecht (NB) i al sud amb Hulst i Antwerpen.

## Centres de població
- Bath
- Hansweert
- Krabbendijke
- Kruiningen (cap de municipi)
- Oostdijk
- Rilland
- Waarde
- Yerseke.

## Administració
El consistori consta de 19 membres, compost per:
- SGP, 7 regidors
- Partit del Treball, (PvdA) 4 regidors
- Crida Demòcrata Cristiana, (CDA) 3 regidors
- Leefbaar Reimerswaal, 3 regidors
- Partit Popular per la Llibertat i la Democràcia, (VVD) 1 regidor
- ChristenUnie, 1 regidor